# Ramiro Ledesma Ramos
Ramiro Ledesma Ramos (ur. 23 maja 1905, Alfaraz de Sayago, zm. 29 października 1936, Aravaca) – hiszpański polityk, filozof faszystowski, publicysta.
Studiował filozofię, fizykę i matematykę na Uniwersytecie Madryckim, gdzie był uczniem wybitnego filozofa hiszpańskiego José Ortegi y Gasseta. W czasie studiów napisał powieść dla młodzieży El sello de la muerte (Pieczęć Śmierci). Ramos zafascynowany był przemianami zachodzącymi w faszystowskich Włoszech. Ramos na miesiąc przed powstaniem w Hiszpanii ustroju republikańskiego, rozpoczął wydawanie nacjonalistycznego tygodnika powszechnego La Conquista del Estado (Podbój Państwa). Tygodnik głosił radykalne hasła faszystowskie i antyrepublikańskie. W trzecim numerze gazety stwierdził on że faszyści muszą w brutalny sposób narzucić Hiszpanom swoje poglądy, kolejny numer który miał ukazać się 4 kwietnia, został już odwołany przez policję. Okres od powstania Drugiej Republiki Hiszpańskiej (1931) doprowadził do intensyfikacji walki klasowej i politycznej. Ramos odrzucał wszelkie formy demokracji i w jej miejsce promował totalitaryzm  - 4 czerwca swojej mowie potępił burżuazyjną demokrację parlamentarną i pochwalił  reżimy Włoch i ZSRR a także osobę Hitlera. Nie był jednak nazistą, ani nie inspirował się narodowym socjalizmem. 
Ledesma Ramos uznawał faszyzm za jedyną skuteczną alternatywę dla komunizmu. Krytykował zarówno liberalną demokrację, jak i kapitalizm, widząc w nich systemy niesprawiedliwe i skazane na upadek. Choć inspirował się rewolucyjnym charakterem faszyzmu włoskiego i wodzowskim modelem Adolfa Hitlera, zachowywał dystans wobec narodowego socjalizmu. Podobnie jak większość Hiszpanów, odrzucał teorię rasową, a germańska wizja nacjonalizmu była mu obca
10 października 1931 grupa Ledesmy łączy się z grupą Onésimo Redondo Ortegi, wydawcy pisma Libertad (Wolność), w Juntas de Ofensiva Nacional Sindicalista (JONS; Junty Ofensywy Narodowo-Syndykalistycznej). W programie wzywano do walki o przywrócenie odwiecznej świetności Hiszpanii z okresu istnienia jej imperium pod hasłami "España, Una, Grande y Libre" (Hiszpania, Jedna, Wielka i Wolna). Symbolem organizacji zaprojektowanym przez Ramiro Ledesmę stało się stare godło królów hiszpańskich, Ferdynanda i Izabeli - pęk strzał ujętych pierścieniem. Dla organizacyjnej flagi Ledesma wybrał syndykalistyczne czarno-czerwone barwy. Z czasem, głównie w Kastylii, udawało mu się zwerbować zwolenników, tak aby można było utworzyć bojówki. W lutym 1934 dochodzi do zjednoczenia JONS oraz Falangi Hiszpańskiej Jose Antonio Primo de Rivery w Falange Española de las Juntas de Ofensiva Nacional Sindicalista, która przejęła symbole - godło i flagę - od JONS. 
Po połączeniu JONS z Falange Española 1934 roku, Ledesma Ramos stracił wpływy na rzecz José Antonio Primo de Rivery, który przewyższał go popularnością i umiejętnościami politycznymi. José Antonio  w przeciwieństwie do Ledesmy Ramosa nie był faszystą. W 1935 roku wycofał się z działalności politycznej. 
Wybuch wojny domowej w Hiszpanii zastał Ramiro Ledesma Ramos w republikańskim Madrycie. W związku z antyrządową rebelią aresztowano go w lecie 1936 i umieszczono w więzieniu Alacante. 29 października 1936 roku został rozstrzelany przez milicję republikańską. Przez hiszpańskich nacjonalistów uznawany jest za męczennika.